# Juliet Marillier
Pour les articles homonymes, voir Marillier.
Œuvres principales
- Série Septenaigue

Juliet Marillier, née le 27 juillet 1948 à Dunedin, est une écrivaine néo-zélandaise de fantasy, en particulier de fantasy historique. Elle vit actuellement en Australie.
Son roman Sœur des Cygnes a reçu le prix Imaginales 2010. 

## Œuvres

### SérieSeptenaigue
1. Sœur des cygnes, L'Atalante, coll. La Dentelle du cygne, 2009 ((en) Daughter of the Forest, 2000)
2. Fils de l'ombre, L'Atalante, coll. La Dentelle du cygne, 2010 ((en) Son of the Shadows, 2001)Prix Aurealis du meilleur roman de fantasy 2000
3. Enfant de la prophétie, L'Atalante, coll. La Dentelle du cygne, 2011 ((en) Child of the Prophecy, 2001)
4. (en) Heir to Sevenwaters, 2008
5. (en) Seer of Sevenwaters, 2010
6. (en) Flame of Sevenwaters, 2012

### SérieChildren of the Light Isles
1. (en) Wolfskin, 2002
2. (en) Foxmask, 2003

### SérieBridei Chronicles
1. (en) The Dark Mirror, 2004
2. (en) Blade of Fortriu, 2005Prix Aurealis du meilleur roman de fantasy 2005
3. (en) The Well of Shades, 2006

### SérieWildwood
1. (en) Wildwood Dancing, 2006Prix Aurealis du meilleur roman de fantasy 2006
2. (en) Cybele's Secret, 2007

### SérieShadowfell
1. (en) Shadowfell, 2012
2. (en) Raven Flight, 2013
3. (en) The Caller, 2014

### SérieBlackthorn and Grim
1. (en) Dreamer's Pool, 2014Prix Aurealis du meilleur roman de fantasy 2014
2. (en) Tower of Thorns, 2015
3. (en) Den of Wolves, 2016

### SérieWarrior Bards
1. (en) The Harp of Kings, 2019
2. (en) A Dance with Fate, 2020
3. (en) A Song of Flight, 2021

### Romans indépendants
- (en) Heart's Blood, 2009

### Recueils de nouvelles
- (en) Prickle Moon, 2013